# Julius Seyler
Julius Seyler (født 4. maj 1873, død 22. eller 24. november 1955) var en tysk kunstmaler og skøjtehurtigløber.

## Barndom og ungdom
Seyler var søn af en apoteker fra Bayern, og som barn dyrkede han skøjteløb om vinteren og roning og sejlsport om sommeren; begge dele fandt sted på søerne omkring München. Derudover begyndte han også at male landskabsmotiver.
Efter faderens død flyttede han med sin mor og søster ind hos morbroderen, der bestemte, at Julius skulle have en militærløbebane, så han kom på kadetskole. Samtidig modtog han også privatundervisning i maleri

## Kunstnerisk løbebane
I 1892 blev Seyler optaget på Akademie der Bildenden Künste München som elev hos Wilhelm von Diez. I 1898 fik han Ludwig von Herterich som lærer og i 1900 Heinreich von Zügel. Fra 1900 begyndte han at dyrke pleinairisme (friluftsmaleri), og han drog snart på studierejser, først til Holland og Belgien, og senere til Norge, Canada og USA.
I perioden 1903-1912 boede og arbejdede han ved Ammersee, og han havde opnået en vis status i kunstverdenen. Samtidig dyrkede han sport som afveksling.
Han havde mødt den norsk-amerikanske maler Helga Boeckmann, som han blev gift med30. juli 1910 i Saint Paul, Minnesota. Efter en periode, hvor parret boede i Tyskland, rejste de på familiebesøg i USA, og mens de var væk, brød 1. verdenskrig ud. De bosatte sig nu i USA og opbyggede en farm. Her blev Seyler ven med lokale blackfoot-indianere, og en stor del af hans kunstneriske produktion fra 1914-1921 har blackfoot'erne og deres historie som motiv.
Da han i 1921 vendte tilbage til Tyskland, var hans popularitet intakt, det bayerske statsgalleri købte nogle af hans værker, og han fik gode anmeldelser. I 1924 blev han udnævnt til professor på akademiet i München, og flere arbejdsrejser fulgte, blandt andet til Sydfrankrig og Sild.
Fra begyndelsen af 1940'erne begyndte Seylers syn så småt at svigte, og krigen fik store konsekvenser for ham. Således blev hans atelier ramt af bomber, og omkring 400 af hans værker blev ødelagt på Alte Pinakothek som følge af bomber og vandskader. Han led ikke selv skade, men efter krigen kunne han nærmest ikke længere male på grund af det svigtende syn.

## Sportslig karriere
Som hurtigløber på skøjter opnåede Seyler allerede som 17-årig sin første succes, da han vandt bronze ved de tyske mesterskaber. De følgende otte år var han den hurtigste tyske skøjteløber og tilhørte desuden verdenseliten.
Hans løbestil var noget usædvanlig for tiden, idet den indbefattede svingende armbevægelser. Især hans kurveteknik blev beundret, og han perfektionerede sin stil i løbet af karrieren.
Blandt hans største bedrifter var EM-guld i 1896 i Hamburg, hvor han vandt samtlige fire distancer i allround-konkurrencen. Han gentog bedriften året efter i Amsterdam. Der gik 63 år, før EM igen blev vundet af en tysker. Ved Allround-VM i hurtigløb på skøjter 1895 vandt Seyler sølv efter nordmanden Alfred Næss, og ved VM 1898 vandt han igen sølv, denne gange efter den stærke nordmand Peder Østlund.
Fra 1898 holdt Julius Seyler en længere pause fra sport, men da han i 1906 gjorde comeback ved det tyske mesterskab, vandt han på 500 m og 1500 m, hvilket gjorde, at han var sikret mesterskabet og ikke stillede op på 5000 m.
Hans løbetider var så gode, at ved hans død i 1955 var hans bedste tider på alle fire distancer fortsat blandt de fem bedste i Tyskland.
Ud over skøjteløb dyrkede han også indimellem roning og sejlsport, og i 1895 opnåede han Kejserprisen i roning, mens han i 1898 vandt en international sejlregatta på Ammersee.